# تاکئو کاماچی
تاکئو کاماچی (ژاپنی: 蒲池 猛夫؛ ۲۰ مارس ۱۹۳۶ – ۴ دسامبر ۲۰۱۴) تیرانداز اهل ژاپن بود.
وی در مسابقات کشوری و بین‌المللی در مجموع برندهٔ ۱ مدال طلا شده‌است.